# 水彩物語
『水彩物語』（みずいろものがたり）は、テレビ朝日で2010年4月3日から2014年9月27日まで放送されていた紀行番組（ミニ番組）である。栗田工業の一社提供である。

## 番組概要
毎回全国各地の川、池などの名水が登場し、普段は色のない水が光や周りの色に染まることで見せる色を紹介していく。
紹介される色は「萌黄色」や「紺鼠」といった日本の伝統色に基づいており、RGB値、HTML用カラーコード、CMYK値の三種の色情報が表示される。

## ナレーター
- 石塚運昇

## 放送時間
すべて日本時間。以下は、テレビ朝日における放送時間。
- 土曜日17:55 - 18:00（5分、2010年4月3日 - 2012年9月29日）
- 土曜日17:25 - 17:30（同上、2012年10月6日 - 2014年9月27日）

## 放送局
※2014年9月番組終了時点
| 対象対象地域 | 放送局       | 系列                                         | 放送日時            | 放送開始日    | 備考      |
| ------------ | ------------ | -------------------------------------------- | ------------------- | ------------- | --------- |
| 関東広域圏   | テレビ朝日   | テレビ朝日系列                               | 土曜日17:25 - 17:30 | 2010年4月3日  | 制作局    |
| 沖縄県       | 琉球朝日放送 | テレビ朝日系列                               | 日曜日15:25 - 15:30 | 2011年1月16日 | 323日遅れ |
| 山形県       | 山形テレビ   | テレビ朝日系列                               | 月曜日13:55 - 14:00 | 2011年10月3日 | 366日遅れ |
| 宮崎県       | テレビ宮崎   | フジテレビ系列 日本テレビ系列 テレビ朝日系列 | 水曜日21:54 - 22:00 | 2013年10月9日 | 389日遅れ |
| 日本全国     | BS朝日       | BS放送                                       | 土曜日23:55 - 24:00 | 2010年4月10日 | 7日遅れ   |

### かつての放送局
- 長野朝日放送（2011年10月4日・10月13日 - 2012年1月26日18:55 - 19:00）